# Éric Chanton
Pour les articles homonymes, voir Chanton.
Éric Chanton (né le 21 août 1963 à Alès et mort le 14 mai 1990 à Vicdessos) est un coureur cycliste français, actif chez les amateurs.

## Biographie
Resté amateur, Éric Chanton a couru au Vélo Club d'Annemasse et chez Martigues Sports. Son palmarès compte notamment diverses courses nationales comme Troyes-Dijon en 1988.
Durant sa carrière, il est sélectionné à plusieurs reprises en équipe de France amateurs. Il dispute notamment la Course de la Paix en 1986, où il termine 17e et meilleur coureur français. En 1989, il se classe troisième de deux étapes sur la Milk Race. 
Éric Chanton a également brillé en cyclo-cross. Dans cette discipline, il devient à trois reprises champion du Dauphiné-Savoie et participe au championnat du monde amateurs de 1990 à Getxo, où il se classe 17e et premier coureur français. En VTT aussi, il gagne le fameux Roc d'Azur en 1987 au scratch.
Il meurt le 14 mai 1990 à Vicdessos en Ariège, à la suite d'un problème cardiaque survenu lors de la quatrième étape de la Ronde de l'Isard.

## Palmarès sur route
- 1983
  - 3e de Paris-Vailly
- 1985
  - 3e étape du Circuit de Saône-et-Loire
- 1986
  - Grand Prix du Cru Fleurie
  - 2e des Boucles catalanes
- 1987
  - 2e de Paris-Troyes
  - 3e du Grand Prix de Peymeinade
- 1988
  - Troyes-Dijon
  - Grand Prix de Saint-Symphorien-sur-Coise

## Palmarès en cyclo-cross
- 1983-1984
  - Champion du Dauphiné-Savoie
- 1984-1985
  - Champion du Dauphiné-Savoie
- 1985-1986
  - Champion du Dauphiné-Savoie

## Palmarès en VTT
- 1987
  - Roc d'Azur